# Río al-Arab
El río el-Arab (también transcrito como Bahr al-Arab y ‘Baḩr al Arab y también conocido como río Kiir)  es un largo río de África, un afluente del río el-Ghazal a su vez afluente del Nilo Blanco que discurre por el suroeste de Sudán y Sudán del Sur. El nombre quiere decir en árabe «río de los árabes» y a veces se considera como «río Bahr el-Arab», un caso claro de tautopónimo. Los dinkas lo llaman río Kiir. Tiene una longitud de 800 km.
El río fluye a través de las regiones sudanesas de Darfur y Kordofán y forma parte de la frontera entre Darfur y Bar el Gazal. El río marca la frontera, más o menos, entre el suroeste de Sudán (incluido Darfur) y el noroeste de Sudán del Sur. Durante siglos, el Bahr al-Arab ha marcado la frontera entre los grupos étnicos de los dinka y los baggara. y ha sido escenario de conflictos entre ambos pueblos que sus tradiciones orales recuerdan.

## Geografía
El Bahr al-Arab, surge de varios afluentes que drenan el macizo de Bongo y las montañas Marrah en Darfur, cerca de la frontera de Sudán con el Chad y la República Centroafricana. El Adda y el Umbelasha fluyen hacia el este desde el macizo de Bongo hasta unirse al Ibrah (Wadi Ibra), que fluye hacia el sur desde montañas Marrah. Formado a partir de estos afluentes, el Bahr al-Arab discurre al este a lo largo de la frontera entre las regiones de Darfur y Bar el Gazal y, a continuación, a través de la parte meridional de la región de Kurdufan. 
Según algunas fuentes, la confluencia del Bahr al-Arab y el río Jur (485 km) marca el origen del río el-Ghazal. Otras fuentes dicen que el Jur se une al río al-Ghazal antes que el río al-Arab. El río al-Ghazal corre a poca distancia de este hasta unirse al Nilo Blanco en los humedales Sudd. El río Lol se une al Bahr al-Arab, desde el sur, justo aguas arriba de la confluencia del río Jur.
El río al-Arab tiene la mayor cuenca de drenaje de cualquier río de la región del Bahr al-Ghazal. Sin embargo, en comparación con los ríos del sur, el río al-Arab tiene muy poca agua y fluye lentamente.

## Historia
Durante la segunda guerra civil sudanesa la ubicación del Bahr al-Arab en la frontera norte y sur de Sudán hizo del río un frente militar y una zona de conflicto. El oeste de Sudán, a principios de la década de 1980, sufrió varias sequías y malas cosechas. Cuando varios pueblos se desplazaron hacia el sur, los baggaras se trasladaron al sur del Bahr al-Arab, y entraron en conflicto con los dinka. Los baggaras estaban apoyados por los militares sudaneses, en un intento de avanzar contra el Ejército Popular de Liberación de Sudán (SPLA). Las milicias baggaras, conocidas como murahileen, lucharon en el SPLA en los años  1980. A finales de la década, la tierra a lo largo del Bahr al-Arab fue devastada y la población diezmada.